# Górdia (irmã de Maurício)
Górdia foi uma nobre bizantina do fim do século VI e começo do VII. Era filha de Paulo e irmã do imperador Maurício e Teoctista. Em 583, casou com o conde dos excubitores Filípico. É capaz que seja a irmã, cujo nome não foi registrado, que Maurício enriqueceu. Na tradição tardia, foi considerada como fundadora do Mosteiro de São Mamas, em Constantinopla, mas é capaz que só tenha expandido a construção já existente iniciada por Farasmanes, outro indivíduo a quem se atribuiu a fundação. No contexto da revolta de Focas e subsequente assassinato de seu irmão e sobrinhos no início de 602, recolheu os corpos deles e os levou para serem sepultados em São Mamas.